# Tems

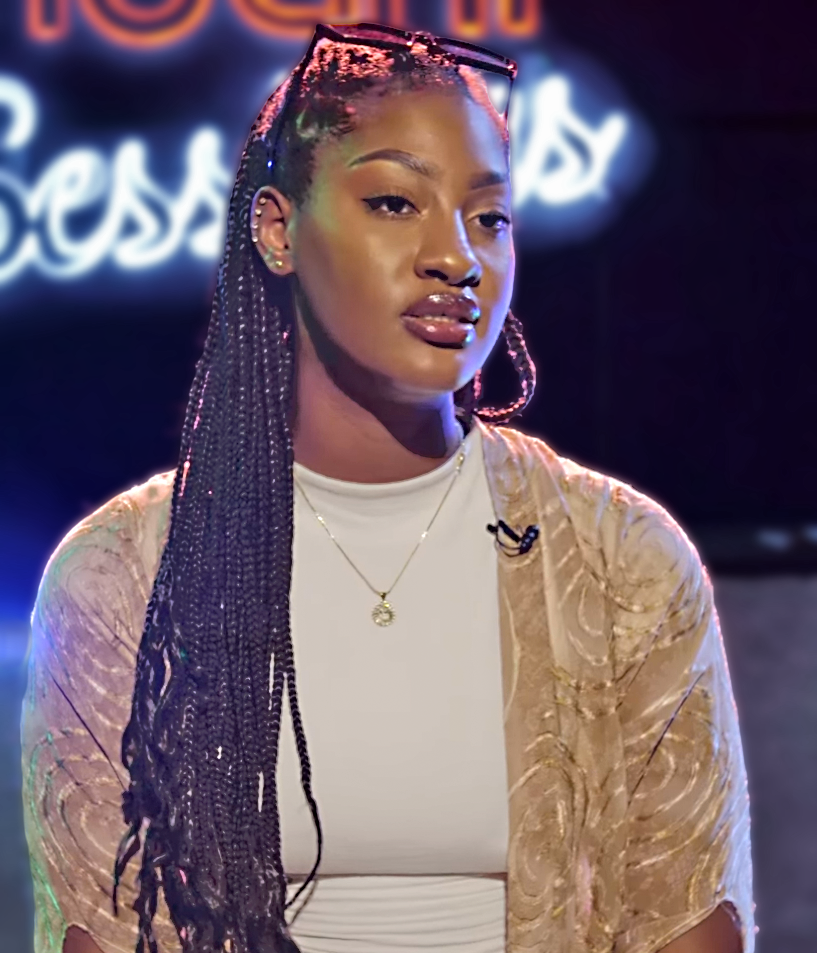
Tems (2019)

Temilade Openiyi (* 11. Juni 1995), professionell bekannt als Tems, ist eine nigerianische Sängerin, Songwriterin und Plattenproduzentin. Sie ist mutmaßlich die einflussreichste Afrobeats-Interpretin und hat zahlreiche Auszeichnungen erhalten, darunter einen Grammy Award, einen Billboard Women in Music Award, vier NAACP Image Awards, drei BET Awards und drei Soul Train Music Awards. Im deutschsprachigen Raum dürfte sie durch ihre Mitarbeit am „Black Panther: Wakanda Forever“-Soundtrack-Album sowie durch ihre Zusammenarbeit mit Drake und Rihanna bekannt sein.

## Frühes Leben
Temilade Openiyi wurde am 11. Juni 1995 in Lagos, Nigeria, geboren. Als sie noch ein Kleinkind war, zog ihre Familie nach Großbritannien; als sie fünf Jahre alt war, kehrte sie jedoch nach der Trennung ihrer Eltern nach Nigeria zurück. Tems besuchte das Dowen College für ihre Sekundarstufe und Monash South Africa für ihre Hochschulausbildung. In der Schule fiel sie ihrem Musiklehrer auf und lernte Klavier spielen. Sie übte das Singen mit ihrem Bruder und nutzte oft seine Gitarrenbegleitung.

## Karriere
Im Jahr 2018 kündigte Tems ihren Job, um eine Musikkarriere zu verfolgen. Auf YouTube begann sie, ihre Fähigkeiten als Selbstproduzentin zu erlernen, und am 18. Juli 2018 veröffentlichte sie ihre Debütsingle „Mr. Rebel“, einen Song, den sie selbst produziert hatte. Im Jahr 2020 wählte DJ Edu sie als eine der „zehn Künstler, die man im Auge behalten sollte“. Am 23. April 2020 war Tems neben dem nigerianischen Sänger Davido auf einer überarbeiteten Version der Single „Know Your Worth“ des amerikanischen Singer-Songwriters Khalid und des englischen Duos für elektronische Musik Disclosure zu hören.

### For Broken Ears und Essence
Im Jahr 2020 veröffentlichte Tems ihr erstes längeres Stück For Broken Ears. Ihr zweites Extended Play, If Orange Was a Place (2021), wurde veröffentlicht, nachdem sie einen Plattenvertrag mit RCA Records unterschrieben hatte.
Am 30. Oktober 2020 war Tems auf der Single „Essence“ des nigerianischen Sängers Wizkid zu hören, die aus dessen viertem Studioalbum Made in Lagos stammt. Der Song brachte ihr einen Spitzenplatz in den BBC 1Xtra Airplay Charts und ihren ersten Karrierestart in den Billboard Hot 100 auf Platz 9. Tems gewann einen Soul Train Music Award, zwei NAACP Image Awards, und erhielt eine Grammy Award-Nominierung für die beste globale Musikperformance. Nach der Veröffentlichung der Remix-Version mit Justin Bieber landete "Essence" auf Platz 8 der Billboard Hot 100 Charts. Im selben Jahr war sie auf dem Song „Fountains“ des kanadischen Rappers Drake zu hören. Am 8. November 2020 wurde Tems in die The Future Awards Africa: Class of 2020 aufgenommen.
Am 29. April 2022 war Tems neben Drake auf der Single „Wait for U“ des amerikanischen Rappers Future zu hören. Der Song landete erstmals an der Spitze der Hot 100 und machte Tems zur ersten afrikanischen Künstlerin, die die Charts anführte und darüber hinaus an der Spitze der Charts debütierte.
2022 wurde Tems' Gesang aus ihrem Song „Higher“ von Future in seiner Single „Wait for U“ gesampelt, was dazu führte, dass sie neben Drake als Featured Artist in dem Song genannt wurde. Der Song debütierte an der Spitze der Billboard Hot 100 und machte sie zur ersten afrikanischen Künstlerin, die auf Platz eins debütierte, und zur zweiten nigerianischen Künstlerin, die die Charts anführte. Der Song brachte ihr den Grammy Award für die beste melodische Rap-Performance ein.

### Black Panther: Wakanda Forever
Im Juli 2022 coverte Tems Bob Marleys No Woman, No Cry für den Marvel-Film Black Panther: Wakanda Forever Soundtrack, auf dem sie neben Rihanna zu hören war. Am 26. Juli erreichte Tems mit ihrem Song „Free Mind“ von For Broken Ears ihren vierten Hot 100, der auf Platz 1 der US-Afrobeats-Songcharts debütierte. Der Song brachte ihr die erste Platin- und Silber-Zertifizierung als Solokünstlerin in den Vereinigten Staaten und im Vereinigten Königreich ein.
Tems coverte Bob Marleys „No Woman, No Cry“ für das „Black Panther: Wakanda Forever“-Soundtrack-Album im Juli 2022 und im selben Monat debütierte ihr Song ‚Free Mind‘ von ihrer Debüt-EP in den Billboard Hot 100, erreichte Platz 46 und brach den weiblichen Rekord für den am längsten auf Platz 1 der R&B/Hip-Hop Airplay-Charts stehenden Song. Sie war auch Co-Autorin des Songs „Lift Me Up“ von Rihanna, der ihr Nominierungen für den Academy Award für den besten Originalsong, den Golden Globe Award für den besten Originalsong und den Grammy Award für den besten für visuelle Medien geschriebenen Song einbrachte.
Im Jahr 2023 gewannen Future, Drake und Tems den Grammy Award für die „Best Melodic Rap Performance“ in „Wait for U“. Damit ist sie die erste nigerianische Künstlerin, die einen Grammy Award gewinnt.
Bei den Soundcity MVP Awards, die im Februar 2023 im Eko Convention Centre in Lagos stattfanden, gewann Tems den Female MVP Award.
Im März 2024 wurde Tems als erste afrikanische Sängerin mit einem Billboard Women in Music Award ausgezeichnet, den sie in der Kategorie Breakthrough erhielt.

## Diskografie

### Studioalben
| Jahr | Titel Musiklabel                   | Höchstplatzierung, Gesamtwochen, AuszeichnungChartplatzierungen (Jahr, Titel, Musiklabel, Platzierungen, Wochen, Auszeichnungen, Anmerkungen) | Höchstplatzierung, Gesamtwochen, AuszeichnungChartplatzierungen (Jahr, Titel, Musiklabel, Platzierungen, Wochen, Auszeichnungen, Anmerkungen) | Höchstplatzierung, Gesamtwochen, AuszeichnungChartplatzierungen (Jahr, Titel, Musiklabel, Platzierungen, Wochen, Auszeichnungen, Anmerkungen) | Höchstplatzierung, Gesamtwochen, AuszeichnungChartplatzierungen (Jahr, Titel, Musiklabel, Platzierungen, Wochen, Auszeichnungen, Anmerkungen) | Höchstplatzierung, Gesamtwochen, AuszeichnungChartplatzierungen (Jahr, Titel, Musiklabel, Platzierungen, Wochen, Auszeichnungen, Anmerkungen) | Anmerkungen                        |
| Jahr | Titel Musiklabel                   | DE | AT | CH | UK | US | Anmerkungen                        |
| ---- | ---------------------------------- | --- | --- | --- | --- | --- | ---------------------------------- |
| 2024 | Born in the Wild RCA Records (SME) | — | — | CH22 (2 Wo.)CH | UK25 (3 Wo.)UK | US56 (3 Wo.)US | Erstveröffentlichung: 7. Juni 2024 |

### EPs
- 2020: For Broken Ears
- 2021: If Orange Was a Place

### Singles
| Jahr | Titel Album                   | Höchstplatzierung, Gesamtwochen, AuszeichnungChartplatzierungen (Jahr, Titel, Album, Platzierungen, Wochen, Auszeichnungen, Anmerkungen) | Höchstplatzierung, Gesamtwochen, AuszeichnungChartplatzierungen (Jahr, Titel, Album, Platzierungen, Wochen, Auszeichnungen, Anmerkungen) | Höchstplatzierung, Gesamtwochen, AuszeichnungChartplatzierungen (Jahr, Titel, Album, Platzierungen, Wochen, Auszeichnungen, Anmerkungen) | Höchstplatzierung, Gesamtwochen, AuszeichnungChartplatzierungen (Jahr, Titel, Album, Platzierungen, Wochen, Auszeichnungen, Anmerkungen) | Höchstplatzierung, Gesamtwochen, AuszeichnungChartplatzierungen (Jahr, Titel, Album, Platzierungen, Wochen, Auszeichnungen, Anmerkungen) | Anmerkungen                                                                          |
| Jahr | Titel Album                   | DE | AT | CH | UK | US | Anmerkungen                                                                          |
| --- | ----------------------------- | --- | --- | --- | --- | --- | ------------------------------------------------------------------------------------ |
| 2021 | Essence Made in Lagos         | — | — | CH95 Platin · (1 Wo.)CH | UK16 Platin · (21 Wo.)UK | US9 ×5Fünffachplatin · (35 Wo.)US | Erstveröffentlichung: 9. April 2021 Wizkid feat. Tems                                |
| 2022 | Wait for U I Never Liked You  | DE77 (2 Wo.)DE | AT65 Gold · (1 Wo.)AT | CH34 (6 Wo.)CH | UK8 ×2Doppelplatin · (27 Wo.)UK | US1 ×2Doppelplatin · (41 Wo.)US | Erstveröffentlichung: 3. Mai 2022 Future feat. Drake & Tems                          |
| 2023 | Me & U Born in the Wild       | — | — | CH— GoldCH | UK34 Silber · (15 Wo.)UK | US— GoldUS | Erstveröffentlichung: 5. Oktober 2023                                                |
| 2024 | Love Me JeJe Born in the Wild | — | — | — | UK36 Silber · (11 Wo.)UK | — | Erstveröffentlichung: 25. April 2024                                                 |
| Folgende Lieder erschienen nicht als Single, wurden aber durch das Album zum Download und Streaming bereitgestellt und konnten somit eine Platzierung erlangen: |                               | | | | | |                                                                                      |
| |                               | | | | | |                                                                                      |
| 2021 | Fountains Certified Lover Boy | — | — | — | UK— SilberUK | US26 (2 Wo.)US | Charteinstieg: 18. September 2021 Drake feat. Tems                                   |
| 2022 | Move Renaissance              | — | — | — | — | US55 Gold · (1 Wo.)US | Charteinstieg: 13. August 2022 Verkäufe: + 540.000; Beyoncé feat. Grace Jones & Tems |

Weitere Singles
- 2020: Damages (UK: Silber)
- 2021: Found (feat. Brent Faiyaz, US: Gold)

## Auszeichnungen für Musikverkäufe
| Silberne Schallplatte - Vereinigtes Königreich - 2023: für das Lied Free Mind - 2024: für das Lied Higher Goldene Schallplatte - Dänemark - 2023: für die Single Wait for U - Frankreich - 2023: für die Single Essence - 2024: für die Single Wait for U - Italien - 2024: für die Single Wait for U - Kanada - 2023: für die Single Damages - 2023: für die Single Found - 2023: für das Lied Higher - 2024: für die Single Me & U - Nigeria - 2024: für die Single Love Me JeJe - Polen - 2024: für die Single Wait for U - Portugal - 2022: für die Single Wait for U - Spanien - 2024: für die Single Wait for U - Südafrika - 2024: für die Single Love Me JeJe | Platin-Schallplatte - Brasilien - 2024: für das Lied Move - Kanada - 2024: für das Lied Free Mind - Neuseeland - 2022: für die Single Wait for U - Vereinigte Staaten - 2025: für das Lied Higher 2× Platin-Schallplatte - Australien - 2023: für die Single Wait for U - Kanada - 2022: für die Single Wait for U - Vereinigte Staaten - 2025: für das Lied Free Mind 3× Platin-Schallplatte - Kanada - 2025: für die Single Essence - Neuseeland - 2025: für die Single Essence - Südafrika - 2023: für die Single Essence - 2024: für die Single Me & U |

Anmerkung: Auszeichnungen in Ländern aus den Charttabellen bzw. Chartboxen sind in ebendiesen zu finden.
| Land/RegionAuszeichnungen für Musikverkäufe (Land/Region, Auszeichnungen, Verkäufe, Quellen) | Silber     | Gold       | Platin       | Verkäufe   | Quellen             |
| -------------------------------------------------------------------------------------------- | ---------- | ---------- | ------------ | ---------- | ------------------- |
| Australien (ARIA)                                                                            | —          | —          | 2× Platin2   | 140.000    | aria.com.au         |
| Brasilien (PMB)                                                                              | —          | —          | Platin1      | 40.000     | pro-musicabr.org.br |
| Dänemark (IFPI)                                                                              | —          | Gold1      | —            | 45.000     | ifpi.dk             |
| Frankreich (SNEP)                                                                            | —          | 2× Gold2   | —            | 200.000    | snepmusique.com     |
| Italien (FIMI)                                                                               | —          | Gold1      | —            | 50.000     | fimi.it             |
| Kanada (MC)                                                                                  | —          | 4× Gold4   | 6× Platin6   | 640.000    | musiccanada.com     |
| Neuseeland (RMNZ)                                                                            | —          | —          | 4× Platin4   | 120.000    | radioscope.co.nz    |
| Nigeria (TCSN)                                                                               | —          | Gold1      | —            | 50.000     | turntablecharts.com |
| Österreich (IFPI)                                                                            | —          | Gold1      | —            | 15.000     | ifpi.at             |
| Polen (ZPAV)                                                                                 | —          | Gold1      | —            | 25.000     | olis.pl             |
| Portugal (AFP)                                                                               | —          | Gold1      | —            | 5.000      | Einzelnachweise     |
| Schweiz (IFPI)                                                                               | —          | Gold1      | Platin1      | 35.000     | hitparade.ch        |
| Spanien (Promusicae)                                                                         | —          | Gold1      | —            | 30.000     | elportaldemusica.es |
| Südafrika (RISA)                                                                             | —          | Gold1      | 6× Platin6   | 200.000    | risa.org.za         |
| Vereinigte Staaten (RIAA)                                                                    | —          | 3× Gold3   | 10× Platin10 | 11.500.000 | riaa.com            |
| Vereinigtes Königreich (BPI)                                                                 | 6× Silber6 | —          | 3× Platin3   | 3.000.000  | bpi.co.uk           |
| Insgesamt                                                                                    | 6× Silber6 | 18× Gold18 | 33× Platin33 |            |                     |